# インラインホッケー

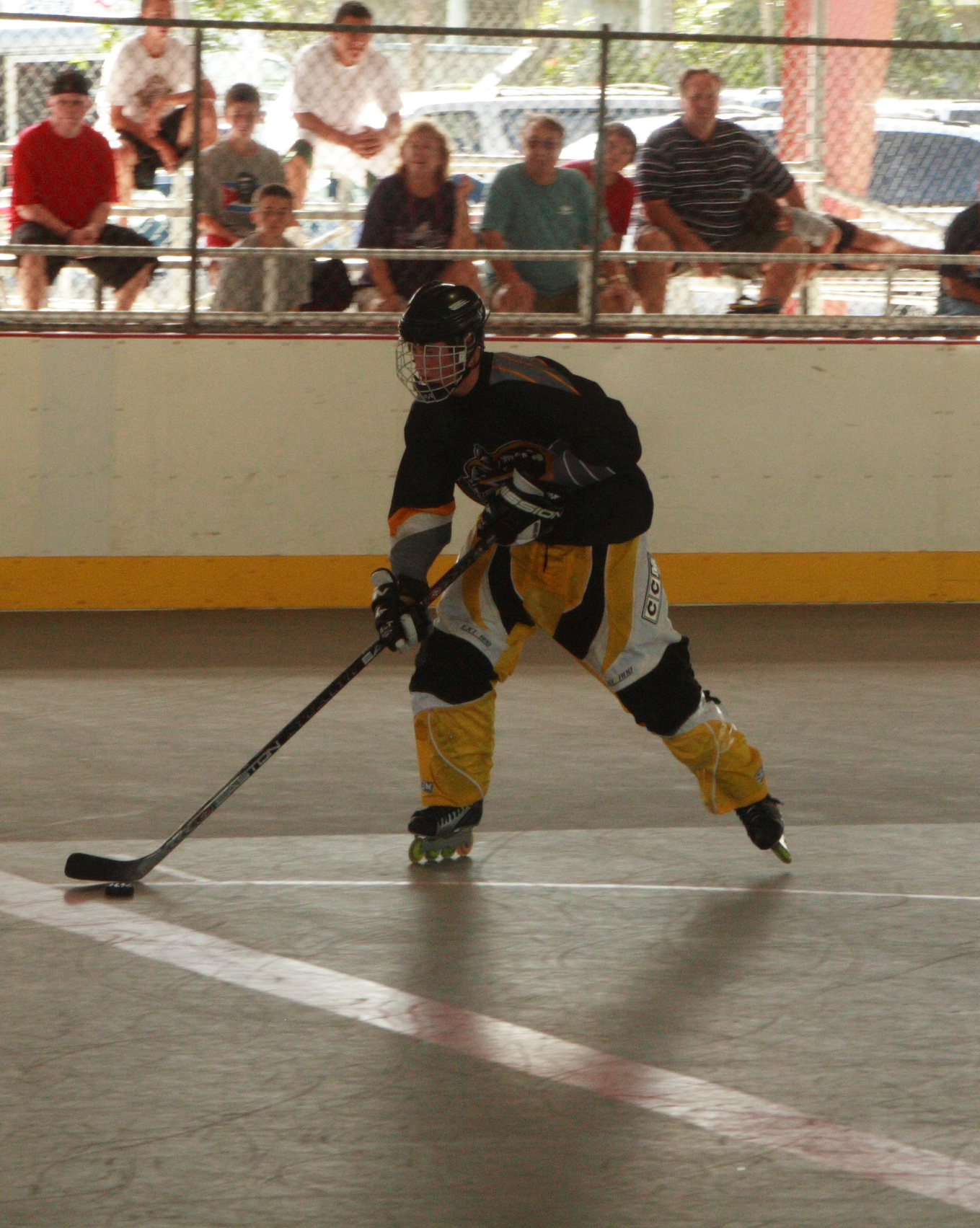
インラインホッケー

インラインホッケー（Inline hockey）は、ホッケー競技のひとつ。インラインスケートを履き、スティックでパックを相手ゴールに入れると得点になるローラースポーツ。氷上ではなく、乾いた路面でインラインスケートを履いておこなうアイスホッケーと理解して問題ない。
アメリカではローラーホッケーと言うと、一般的にインラインホッケーの事を指す。

## 概略
インラインホッケーの国際競技連盟としてはワールドスケートと国際アイスホッケー連盟が存在し、それぞれルールを定めている。インラインホッケーは国際オリンピック委員会後援ワールドゲームズ正式種目だがこれはワールドスケートのものである。国際アイスホッケー連盟は2018年から2020年まで世界選手権大会を開催していない。
アイスホッケーと似た感覚でプレーが出来る為、スケートリンクが充実していない地域でアイスホッケーの代わりに普及されたり、夏期のアイスホッケーのトレーニングとしてプレーされることがある。アイスホッケー、インラインホッケー双方をプレーする選手も多い。
北米では一定の人気を集めており、いくつかのプロインラインホッケーリーグが存在している。
日本においては、まだまだマイナースポーツではあるが、第11回全日本選手権大会（2008年度）等も行われている。関東学生インラインホッケー選手権大会（インカレ）も開催されている。参加大学は、日本体育大学・筑波大学・青山学院大学など。

## 競技概要
競技場：インラインホッケーリンク
人数：ゴールキーパー1人、プレイヤー4人
国際的なルールが二つ存在し、またリーグや地域によっては国際的なルールとは異なったルールで試合を行う（パックではなくボールを使用する等）等、国際的に統一されたルールは存在しない。

## 用具
プレイヤーが着用するヘルメット、グローブ、エルボーガード、ショルダーガード、レッグガード、スティックはインラインホッケー向きに最適化されたものもあるが、基本的にはアイスホッケーで使われるものと同じものである。
パンツはアイスホッケーと異なる。アイスホッケーのパンツは腰から太股（膝上）の部分までを覆うプロテクターと一体化したものだが、インラインホッケーのパンツはプロテクターは着いておらず、腰～太股の部分を防御するガードルとレッグガードを着用した上から着用する、長ズボンのようなものである。
ゴールキーパー（ゴーリー）の防具も同様にアイスホッケーと同じものを使用する。
スケートはアイスホッケーのスケートのブーツにローラーを固定するシャシーが着いている。シャシーとローラーは条件に合わせて組み替えることが可能である。アイスホッケーのスケートと同様にゴールキーパーは専用のスケートを使用する。アイスホッケーのスケートからブレード部分を外しインラインスケート用のシャシーをつけインラインスケートとする事も可能である。
インラインホッケーでは円盤状のパックを使用する。アイスホッケーのパックは陸上ではスムーズに滑らないのでインラインホッケー専用のパックが使用される。アマチュアなどではボールが使用されることもある。